# Pyrus salicifolia
Pyrus salicifolia, el Peral de hojas de sauce, es una especie arbórea de la familia de las Rosáceas, originaria de Oriente Medio. También se cultiva ampliamente como un árbol ornamental.

## Descripción
El árbol es muy pequeño y redondeado, alcanzando raramente los 10-12 metros de altura, y con un follaje péndulo, plateado, superficialmente similar al del sauce llorón. Las flores son grandes y de un blanco puro con estambres de punta negra aunque los capullos tienen la punta roja. Los pequeños frutos verdes no son comestibles, pues son duros y astringentes.
Este árbol se cultiva ampliamente en jardines y parques. Crece bien en suelos arenosos poco fértiles debido a su sistema de raíces que se extienden. Los árboles florecen en la primavera pero durante el resto del año pueden recortarse y dárseles forma casi como una topiaria. Esta especie de árbol es muy susceptible a un patógeno bacteriano, el llamado Fuego bacteriano.
Pyrus salicifolia puede ser confundida con el peral de las nieves (P. nivalis) que generalmente es más alto y difícilmente péndulo; o también con P. eleagrifolia que tiene hojas enteras más anchas y pecíolos más largos.

## Taxonomía
Pyrus salicifolia fue descrita por Peter Simon Pallas.